# Aspidosperma leucocymosum
Aspidosperma leucocymosum là một loài thực vật có hoa trong họ La bố ma. Loài này được Kuhlm. mô tả khoa học đầu tiên năm 1935.